# Elenco telefonico

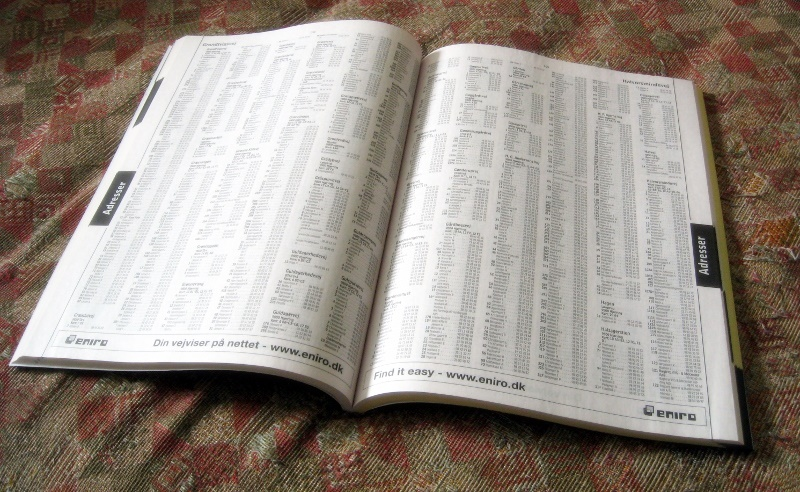
Elenco telefonico danese

L'elenco telefonico è una pubblicazione contenente nominativi e numeri di telefono di privati e aziende, ordinati alfabeticamente e raggruppati per comune (Pagine bianche) o per categoria merceologica (Pagine gialle).

## Italia

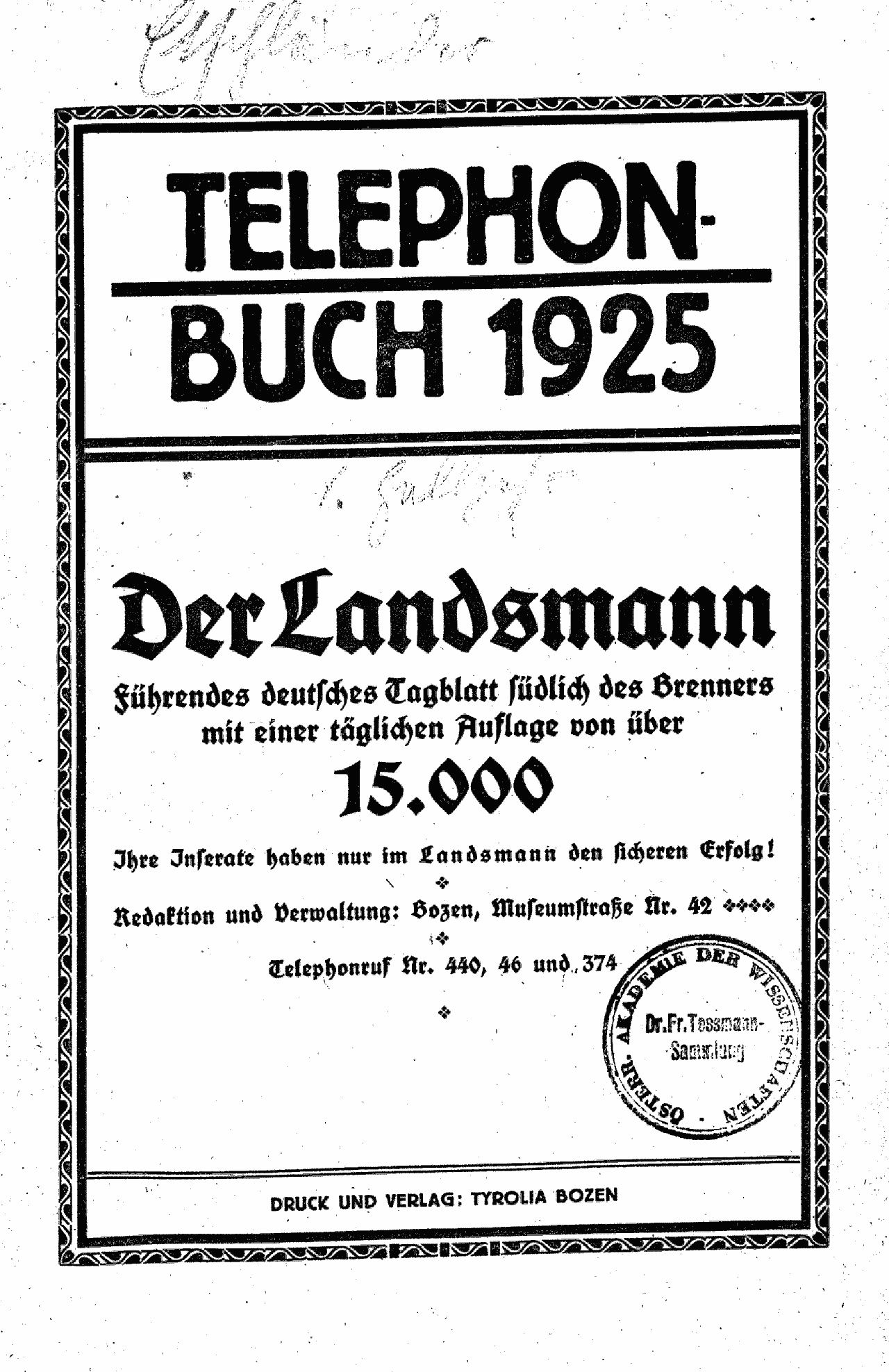
Elenco telefonico della Provincia di Bolzano del 1925

Inizialmente pubblicati in esclusiva dalla Seat, la pubblicazione degli elenchi telefonici in Italia è stata liberalizzata negli anni novanta.
In seguito all'emanazione di alcuni provvedimenti da parte del Garante per la protezione dei dati personali, le società telefoniche hanno richiesto agli abbonati ai propri servizi un consenso "libero, differenziato e revocabile", consentendo loro di decidere liberamente se e come apparire negli elenchi.
Gli odierni elenchi telefonici possono contenere anche i numeri di cellulare.

## Svizzera
Il primo elenco telefonico europeo apparve nel 1880 nella città di Zurigo come elenco di abbonati dell'allora Zürcher Telephon-Gesellschaft con appena 98 nominativi. La città di Basilea seguì l'esempio già nel 1881, pubblicando il proprio elenco. L'elenco telefonico conobbe una rapida diffusione in Svizzera. Già nel 1900 erano registrati 38.000 utenti, nel 1959 venne raggiunta la soglia del primo milione e ora vi sono circa 4,3 milioni di voci.
Dal 2013 sono disponibili i nuovi elenchi telefonici regionali denominati Local Guide, pubblicati da local.ch. L'elenco telefonico cartaceo sostituisce, con circa 100 edizioni regionali, tutti gli attuali elenchi della Svizzera. La Local Guide contiene le note pagine gialle e bianche con i numeri di telefono e gli indirizzi di aziende e utenti privati della Svizzera. La Local Guide propone inoltre una parte redazionale con informazioni di carattere regionale e viene stampata su carta riciclata al 100%.

## Stati Uniti d'America
Il 21 febbraio 1878 fu pubblicato il primo elenco telefonico al mondo: un foglio di 14x21 centimetri con i nomi di 50 persone. Erano gli abbonati al primo centralino telefonico della storia. Fu New Haven, nel Connecticut, a stabilire il primato.